# 瀬戸の花嫁 (アニメ)
『瀬戸の花嫁』（せとのはなよめ、My Bride Is a Mermaid）は、木村太彦による同名の漫画を原作としたテレビアニメ、OVA作品。
基本的には原作エピソードを中心にして作られているが、アニメオリジナルの要素が盛り込まれており、完全オリジナルエピソードの回も存在する。通称及び公式略称は『瀬戸花（せとはな）』、または『瀬戸嫁』。

## 概要
『月刊ガンガンWING』（スクウェア・エニックス）2006年12月号でアニメ化が発表された。
2007年4月1日より、テレビ東京、テレビ大阪、テレビ愛知、テレビせとうちのテレビ東京系列4局で月曜 2:00（日曜深夜）枠で放送を開始し、同年5月10日からはAT-Xでも放送を開始した。全26話。
また、2007年4月6日より音泉にてアニメ連動のインターネットラジオ番組『瀬戸の花嫁 嫁入りラジオ』が配信開始した。毎週金曜日配信で、パーソナリティは瀬戸燦役の桃井はること江戸前留奈役の野川さくらが担当した。
9月30日に放送終了するが、その後も様々なメディア展開がされ、キャラソンのミュージッククリップや新作ショートアニメやOVAの予告編などを収録しているファンディスクが発売された。「瀬戸の花嫁 ファンディスク 青い恋篇」「いばらの恋路篇」はいずれも2008年8月29日に発売された。
『月刊ガンガンWING』2008年5月号にてOVAの製作が発表され、「東京国際アニメフェア2008」でのイベントでもOVAの発表が行われた。
『瀬戸の花嫁 OVA 仁』が2008年11月28日に、『瀬戸の花嫁 OVA 義』が2009年1月30日にそれぞれ発売された。AT-Xにて2008年11月2日に1巻が、2009年1月5日に2巻が先行放送された。OVAには特典としてねんどろいどフィギュアが同梱された。　また、今まででは1回に1話構成だったが、OVAでは1回に2話構成になった。
2010年1月11日にBlu-rayBOX発売イベントが行われた。テレビシリーズ放送終了3年と、瀬戸燦の誕生日にちなみ2010年3月3日にテレビシリーズ全26話を収録したBlu-rayBOXが発売された。これには映像特典として「完全新作ピクチャードラマ」、最終話（第弐拾六話）絵コンテダイジェストやスペシャル対談を含んだブックレットを始めとする豪華特典が収録されており、発売記念として3,333人分のお祝いコメント募集や特別エンディングにクレジットされる瀬戸内組構成員募集などの企画が行われた。
2010年3月3日発売のBlu-ray BOX盤のBlu-ray-6収録の映像特典ピクチャードラマ『否苦炒亜怒羅魔 極道の妻 KEJIME』（ぴくちゃあどらま ごくどうのおんな ケジメ）は15分のアニメであり、GONZOとAICの共同制作だったテレビアニメ、OVAとは異なり、今回はAICのみでのアニメーション制作となっている。
2020年5月28日・6月5日には、ニコニコ生放送で5がつくGONZOの日にちなみ、GONZO制作だった本作初の一挙放送が行われた。
同年11月13日に全話収録のBlu-rayが発売された。Blu-rayでのOVA収録は今回が初となっている。また、11月11日にはニコニコ生放送にて発売特番「瀬戸の花嫁 全話見 Blu-ray発売記念 燦＆永澄 レース婚式！〜仁侠と書いてはいしんと読むきん！〜」が放送され、監督の岸誠二や燦役の桃井はるこや永澄役の水島宙大などが出演した。さらに、ニコニコ生放送で一挙放送も行われた。
2024年1月12日からテレビ埼玉で毎週金曜23時30分から0時の枠で放送する。

## スタッフ
|                                      | テレビアニメ                          | OVA仁・義                             | ピクチャードラマ             |
| ------------------------------------ | ------------------------------------- | ------------------------------------- | ---------------------------- |
| 原作                                 | 木村太彦                              | 木村太彦                              | 木村太彦                     |
| 監督                                 | 岸誠二                                | 岸誠二                                | 岸誠二                       |
| シリーズ構成                         | 上江洲誠                              | 上江洲誠                              | 上江洲誠                     |
| キャラクターデザイン                 | 森田和明                              | 森田和明                              | 森田和明                     |
| 美術監督                             | 高橋麻穂                              | 高橋麻穂                              | 高橋麻穂                     |
| 色彩設計                             | 伊東さき子                            | 伊東さき子                            | 伊東さき子                   |
| 撮影監督 ↓ コンポジット ディレクター | 平林奈々恵                            | 平林奈々恵                            | —                            |
| 編集                                 | 櫻井崇                                | 櫻井崇                                | 宇都宮正紀                   |
| 音楽                                 | 高梨康治                              | 高梨康治                              | 高梨康治                     |
| 音楽制作                             | レガートミュージック                  | レガートミュージック                  | レガートミュージック         |
| 音響監督                             | 飯田里樹                              | 飯田里樹                              | 飯田里樹                     |
| 音響効果                             | 奥田維城                              | 奥田維城                              | 奥田維城                     |
| 音響制作                             | ダックスプロダクション                | ダックスプロダクション                | ダックスプロダクション       |
| 企画                                 | 内田康史、田口浩司 中村直樹、青木建彦 | 内田康史、田口浩司 中村直樹、青木建彦 | avex entertainment           |
| 企画                                 | 鈴木篤志                              | 高谷与志人                            | avex entertainment           |
| プロデューサー                       | 大胡寛二、難波秀行、八田紳作          | 大胡寛二、難波秀行、八田紳作          | 大胡寛二、難波秀行、八田紳作 |
| プロデューサー                       | 倉重宣之、日向泰隆                    | 木村康貴、木村太一、土橋哲也          | 倉重宣之、木村太一           |
| アソシエイト プロデューサー          | 青木隆夫                              | 青木隆夫                              | 青木隆夫                     |
| アニメーション プロデューサー        | 福家日左夫、吉田悟                    | 福家日左夫、吉田悟                    | —                            |
| アニメーション制作                   | GONZO×AIC                             | GONZO×AIC                             | AIC                          |
| 企画協力                             | 小川勇、窪田健一                      | 小川勇、窪田健一                      | 小川勇、窪田健一             |
| 企画協力                             | —                                     | 倉重宣之                              | —                            |
| 制作協力                             | avex entertainment                    | avex entertainment                    | —                            |
| 製作                                 | 瀬戸内魚類協同組合                    | OVA瀬戸の花嫁製作委員会               | 瀬戸内魚類協同組合           |

## 制作

### 経緯
アニメーション制作はGONZO×AICの共同制作。監督は岸誠二、シリーズ構成は上江洲誠、キャラクターデザインは森田和明、音響監督は飯田里樹、音響効果は奥田維城がそれぞれ担当。この5人は本作以降『天体戦士サンレッド』『人類は衰退しました』『暗殺教室』『結城友奈は勇者である』などでもタッグを組んでいる。また、編集の櫻井崇
や音楽の高梨康治とも『天体戦士サンレッド』や『カーニバル・ファンタズム』などで上記の5人と組んでいる。
GONZOのプロデューサー・吉田悟と岸は以前に別作品でタッグを組んでおり、その際に吉田は自由に作れる作品であれば岸の能力をさらに活かせると考え、岸に本作の監督を依頼した。岸は本作以前の作品では自身がやりたいことが出来ない場面も多かったことから、本作では初めて自由に取り組むことができ、最終的には自身のやりたいことをほぼ100％実現することができたと振り返っている。
また、シリーズ構成の上江洲もTwitterで「新人で怖いもの知らずだったからこそ生まれた爆発力、魅力。当時は採算や工数というものを知らなくて、ゆえの限界突破でした。失うものが無いって超強い！本作のヒットをもって晴れてプロになる意識と責任を持てた感があります僕は。 」とツイートしている。
アニメ版においては主人公である永澄が話が進むにつれて原作では見られないレベルの超人的能力を身に付けて、たやすく周囲には振り回されない能動的なキャラクターに変貌していくなどの変更も加えられている。これについては監督の岸は、「任侠が作品テーマの一つであるから、最終的に永澄が男にならないといけない」という趣旨の発言をしている。
本作のアソシエイトプロデューサーを担当していた当時GONZO所属の青木隆夫（現在はStudio五組所属）は、「『俺たちがデカい花火をブチ上げてヤルぜ！！』という意気込みが凄くて、24時間アドレナリン出っ放しでした。周りのスタッフもそうでしたよね。本当にいい思い出です。」と語っている。
アニメ企画の始まりは、プロデューサーの大胡「スクエニさん瀬戸面白いから貸して」て事から始まった。スクウェア・ニックスに提案を承認してもらいavex entertainmentの報告するとうむっやれ」と言われた。原作の担当編集によると別口でゴンゾーから『瀬戸やりたい』と言われていた。原作者の木村から2クール以上でやって欲しいと意向が強かった。岸は2クールだったから大混乱したわけだと語っている。上江洲は原作のファンで単行本読んでる時脳内でシリーズ構成されていたが、13話までだった。2クール目は狂気の世界でしたねと語っている。
18話「肉の門」は、シナリオ上では、「愛欲温泉　美肌のぬめり」だったが、却下された。この18話は原作は4話構成だったが、アニメでは2話にまとめている。OVA1話「きみのためにできること」は原作だとWAVE.43〜47のメイド喫茶編で5話分の話を1話にまとめた。
24話「さらば友よ」はアニメオリジナルで、最終話の前フリとして三河をメインに据える事は決まっていたが、その先が決まっておらず、度重なる打ち合わせの結果「もういいや三河殺そう」と決まり一気に出来上がった。　上江洲は、「次話で海と永澄の関係を成立させるためとまたライバルとして登場した彼の落としどころとして絶対だと判断した」と語っている。
原作者である木村は公式ガイドブックによると毎週楽しみに見ており、「アニメスタッフに足を向けて眠れない」というコメントも残している。
OVA第1巻『仁』ではすべてのクレジットが「がんばった○○」（○○には「キャスト」や「原画」といった役職がはいる」）という表記になり、作画監督は「超がんばったスーパー作画監督」の表記となった。これは、エンディングテーマの内容を踏まえたことと、スタッフと制作スケジュールが、同じ岸監督作品である『天体戦士サンレッド』と被ってしまったため、ほぼ同時進行での制作になったことが背景にある。
続編のOVAが決定したが2本しか出来ず、「じゃあどうすんだよ」となり1エピソードを15分に詰め込んだ。

### キャラクターデザイン
キャラクターデザインの森田和明はキャラの描き分けについて作者の木村太彦と会った際にラフ画見てもらい各キャラを各際のポイントや頭身を教えてもらった。また、燦を劇画ぽく描いたのもあって怒られるのではと思ったがそんなことはなかったと語っている。各キャラの描き分け方について燦はたれ目かつり目かと言われればどちらも捉えられるバランスでこれが意外と難しいと、留奈は髪型が特徴的なのでツインテールのシルエットなど、巡は不正を見逃さないその目に気をつけて描いていると語っている。また、この3人のバストの大きさにランキングがあり、設定を起こすときには気をつけて描いてるとも語っている。

### 音楽
劇伴担当の高梨が本作に参加したきっかけは、音響監督の飯田が当時所属していた会社で音響制作をしていた『地獄少女』で高梨にロック調のかっこいい曲を作ってもらいたかったからであった。本作は根元が極道の話で音楽を「KILL BILL」みたいにしたいという飯田の野望もあって高梨を強く推してOKをもらった。飯田は「本作は自分のスタイルを確立気持ちがあり個人的に思い出もある作品だが、続きはあまりやりたくないです（笑）。みなさん軽いノリで作られてると思いかも知れませんが、すごく大変なんですよ」と語っている。また、高梨は「自分にとって自分の中に新しい世界・新しい扉を開いてくれた作品。これからも大事にしていきたいです」とも語っている。

### 舞台
原作でははっきりしていなかった永澄の祖母の実家及び燦の地元の舞台である「瀬戸内」は香川県西讃地方三豊市がモチーフとなっているが、原作で実在の名称で使っていたのと違いアニメでは文字を変えて使っており、例えば、JR観音寺駅は「観恩寺駅」になっている。アニメでは、かつて実在した海水浴場「仁尾サンビーチ」(作中では「三尾サンビーチ」)や実在する三豊市コミュニティバスのバス停（実在の名称が使われている。県道21号沿い）も登場している。
また、第弐話「指輪物語」で永澄と燦がデートした場所として七宝稲荷神社が登場したり、ドラマCD「瀬戸内番外地 恋の夕凪篇」では燦と永澄のデート場所として金比羅山が登場している。
OVA仁2話「死なない男」では燦と永澄がデートしたのはシネマサンシャイン池袋である。　
また、原作は埼玉県という設定のみで特なかったが、アニメでは埼玉県所沢市が舞台となっておりプロペ通り商店街や東所沢行きのバス停など実際の名称が使われている。
「〜じゃきん」などが特徴的な燦たちの方言も、西讃地方の讃岐弁がモチーフになっており、瀬戸蓮役の鍋井まき子が香川出身で讃岐弁なので、アフレコでは他の出演者に対して瀬戸内の方言も指導している。

### キャスティング
2004年に発売されたドラマCDの声優から一新された。
桃井はるこ、野川さくら、村瀬克輝、並木のり子などの岸が前年に監督を担当した『マジカノ』の声優陣が多く起用されている。
桃井はるこはオーディションの時、一番受けたのは巻だったらしく「フナムシ〜」「おじょう〜」とかの巻の台詞を言うと一番笑ってくれて「あ、巻ちゃんで決まったらいいな」と思ってたら瀬戸燦役で決定して「ええー！！」となった。更にキャスティングとは別件で桃井が主題歌を作ることになっており、「燦役と瑠奈役の人が歌いますから」と言われて作ったのがオープニング曲「Romantic summer」で桃井は「まさか自分がっ?　なぬーっ!?」となったと語っている。
当時、新人だった鍋井まき子はエンディングのクレジットでは鍋井まき子（新人）と表記され、最終回である26話のクレジットでは（新人）が外れる。
また、村瀬克輝は作者の木村と交流を深め、後に原作コミックスで実写フィルム漫画を共同で執筆した。
また、2023年3月3日の燦の誕生日に桃井はるこは「『瀬戸の花嫁』素敵な思い出がいっぱい、これから出会う方にもずっと楽しんでいただける作品だと思っております！ぜひみなさんこれからもご覧ください」とツイートしている。「過去の作品も大事に思っていただけてるって、こういう機会にかんじることができて、すごくうれしいです燦ちゃんありがとう」ともツイートした。
同日に巻役の桑谷夏子も本作のAR時も喘息酷くて肋にヒビ入ったまま巻を演じたことをツイートしている
本作に出演した桃井はるこや野川さくら、水島大宙、村瀬克輝は本作の演じたキャラが代表品の一つとして挙げられている。

### 第17話の放送中止・差し替え
第17話「県警対組織暴力」に登場するキャラクター埼玉番長軍団に著作権侵害の疑いがあり、既存キャラクターの権利者と「瀬戸の花嫁」権利者の両当事者間で交渉した結果、以降の地上波放送時のまま第17話を放送することができないという結論になり、AT-Xでは8月30日を初回として第17話の放送を急遽を中止し、第18話以降を繰り上げて放送した。17話については、埼玉番長軍団をエラ呼吸三兄弟に差し替えた修正版を後に放送し、その後発売されたDVD・Blu-rayにもそれに準じたものが収録されている。ネット配信も修正版が配信されている。

## 評価・反響
「あにぶ」のライター・もってぃは本作を「仁義に焦点を当てた作品の一つ」だとした上で、「一本筋の通った任侠劇風の勧善懲悪というわかりやすい構図も貫かれており、観終わった後の清々しい爽快感は格別」だと称賛している。
漫画家・デザイナーの山下いくとは、「瀬戸の花嫁の主人公たちって、高校生じゃなく中学生ってのもいいよね。経験が少なく深慮が足りないかもしれない、でも打算が大きく入り込む年齢じゃないからこそ永澄や燦ちゃんみたいな大きな決断がここぞで出来るのかもしれないとフィクションキャラが凄く頼もしく思えてくるもん。」と語っている。
作詞・作曲家のやしきんも、ニコニコ生放送の一挙放送の告知ツイートを引用リツイートして「瀬戸の花嫁は良いぞ」とツイートしている。また、お笑いコンビ霜降り明星の明星の由来は、粗品が当時好きだった本作のお気に入りの登場人物である「不知火明乃明星」からとったと話している。
DVDは、1巻が3821枚で、2巻が4419枚と売り上げを伸ばし、6巻は4618枚となり、また、OVAは仁が5191枚で、義が4964枚とテレビシリーズ以上の売り上げとなった。また、ファンディスクも青い恋篇が1717枚、いばらの恋路が1,694枚となった。
放送から3年後の2010年に発売されたBlu-rayBOXはオリコン9位を記録し、2020年に発売した全話収録のBlu-rayはオリコンで11位を記録した。
主題歌CDは、「Romantic summer」はオリコン32位を記録、「Dan Dan Dan」もオリコン37位を記録し、4回もランクインし、キャラソンもVol.1は週間27位、Vol.2は週間31位を記録している。また、CDTVにもランクインし44位を記録した。

## 登場人物
キャストは「瀬戸の花嫁」公式ガイドブック126頁を出典とする。
- 瀬戸燦 - 桃井はるこ
- 満潮永澄 - 水島大宙
- 江戸前留奈 - 野川さくら
- 瀬戸豪三郎 - 三宅健太
- 瀬戸蓮 - 鍋井まき子
- 政 - 村瀬克輝
- 巻 - 桑谷夏子
- シャーク藤代 - 子安武人
- 銭形巡 - 森永理科
- 委員長 - 力丸乃りこ
- 三河海 - 小野大輔
- 不知火明乃 - 喜多村英梨
- 猿飛秀吉、オクトパス中島 - 矢部雅史
- ルナパパ - 玄田哲章
- 永澄の父、ブリ夫 - 伊丸岡篤
- 永澄の母 - 並木のり子
- 剣士長 - 一条和矢
- アジ太郎 - 藤井啓輔
- マグ郎 - 原沢勝広
- アバンナレーション - 山崎バニラ

## 主題歌
すべてavex entertainment。ただし、「明日への光」はavex entertainmentの子会社のSONIC GROOVEから出している。

### オープニング
「Romantic summer」（第1話 - 第25話）
作詞・作曲・編曲 - 桃井はるこ / 歌 - SUN&LUNAR
サビの全員でダンスしている場面で第13話までの1クール目は各キャラの登場位置が固定であったが、第14話以降の2クール目はその回で活躍するキャラが2列目（燦の背後）に登場するようになった。
「絶対乙女」（OVA仁）
作詞 - 松井五郎 / 作曲 - 桃井はるこ / 編曲 - 鳴瀬シュウヘイ / 歌 - SUN&LUNAR
「天使爛漫 Love Power」（OVA義）
作詞 - 松井五郎 / 作曲・編曲 - 鳴瀬シュウヘイ / 歌 - 瀬戸花えんじぇるず

### エンディング
「明日への光」（第1話 - 第13話・第26話）
作詞・作曲・編曲 - 佐々倉有吾 / 歌 - 樋井明日香
主題歌では、唯一キャラクター（声優）以外の楽曲。
登場人物の追加に合わせてカラオケボックスの人数が増えていき、最終話の26話でレギュラー全員が登場するようになった。ただし、13話では本来のエンディング映像ではなく、本編の最後で曲を流しながらクレジットを表記している。26話は本編の最後で曲を流しながらクレジットを表記し最後は本来のエンディングカラオケボックスの映像に切り替わる。
「Dan Dan Dan」（第14話 - 第25話）
作詞 - 松井五郎 / 作曲・編曲 - 鳴瀬シュウヘイ / 歌 - SUN&LUNAR
回転寿司をモチーフに、政が店主と言う設定で「今日のオススメ」としてその話で活躍したキャラ（1 - 2組）にちなんだ品が表示されるほか、SDスタイルで表示されるキャラクターの表示が回によって変わることがあった（ルナパパの背面落ちや21話での委員長がアマゾネスに変身等）。15話までは品切れ中の皿があり、16話からはその回で登場した不知火になっている。
この曲のメインボーカルは、2007年5月23日に枚数限定で発売された挿入歌のキャラソン「Lunarian」(江戸前瑠奈)および「your gravitation」(瀬戸燦)に同封のハガキが送られた枚数、公式HPのキャラクター人気投票の結果、そしてインターネットラジオ『嫁入りラジオ』内のゲーム結果により、メインパートを燦が担当したものがオンエアされる事になった。
「未来へGo」（OVA仁） 
作詞 - 松井五郎 / 作曲・編曲 - Ryo / 歌 - DEKABANCHO
「梯 -かけはし-」（OVA義）
作詞・作曲・編曲 - 桃井はるこ / 歌 - SUN&LUNAR
「Romantic summer」（ピクチャードラマ）
作詞・作曲・編曲 - 桃井はるこ] / 歌 - SUN&LUNAR
タイトルロゴが出るまではオープニング時と同じ映像だが、その後の映像はテレビアニメの1話から26話までの様々なシーンを流している。

### 挿入歌
「涙一輪」（第1話 - 第6話、第9話 - 第13話、第16話、第17話、第19話、第21話、第23話・第24話、OVA第1話）
作詞 - 松井五郎 / 作曲・編曲 - 梅堀淳 / 歌 - 瀬戸燦（桃井はるこ）、第17話のみ瀬戸蓮（鍋井まき子））
- 本編で流れない場合でも、Cパート「今日の政さん」でもこの曲が挿入歌で使われている為、ほとんどの回で使われている。

「your gravitation」（第7話、第8話、第22話）
作詞・作曲・編曲 - Funta / 歌 - 7話:LUNAR（野川さくら）8話:SUN（桃井はるこ）、第22話:SUN&LUNAR
「Lunarian」（第1話、第7話、第8話、第9話、第16話、第18話）
作詞・作曲・編曲 - Funta / 振り付け - MINAKO / 歌 - LUNAR（野川さくら）
「戦いの詩」（第8話、第26話、OVA第1話）
作詞 - 松井五郎 / 作曲・編曲 - ぷりん / 歌 - 江戸前留奈（野川さくら）
26話では2番が使われた。
「夏かぎりのイマージュ」（第8話）
作詞 - 松井五郎 / 作曲・編曲 - ぷりん / 歌 - 江戸前留奈（野川さくら）
「英雄の詩」（第8話、第26話、OVA第2話）
作詞 - 松井五郎 / 作曲・編曲 - 高梨康治 / 歌 - 瀬戸燦（桃井はるこ）
「眠りの詩」（第9話、第11話、OVA第1話）
作曲・編曲 - 梅堀淳 / 歌 - 瀬戸燦（桃井はるこ）
「祭りの詩（NON STOP!!!）」（第13話）
作詞・作曲・編曲 - Funta / 歌 - 瀬戸燦 & 江戸前留奈（桃井はるこ & 野川さくら）
「GAP」（第20話、第21話）
作詞 - 松井五郎 / 作曲 - 木之下慶行 / 編曲 - 関洋二郎 / 歌 - 銭形巡（森永理科）
「明日への光」（第24話）
作詞・作曲・編曲 - 佐々倉有吾 / 歌 - 2年1組 / オリジナルアーティスト - 樋井明日香
「個人戦士 オレダム」（第25話）
作詞 - 上江洲誠 / 作曲・編曲 - 五十嵐IGAO淳一 / 歌 - 原田謙太
そして仁侠の道（OVA第2話）
作詞 - 松井五郎/ 作曲・編曲 - 梅堀淳 / 歌 - 政（村瀬克輝）&永澄（水島大宙）
「楽しい詩」（OVA第3話）
作詞 - 松井五郎 / 作曲・編曲 - 水谷広実 / 歌 - 瀬戸燦（桃井はるこ）
「激しい詩」（OVA第3話）
作詞 - 松井五郎 / 作曲・編曲 - 高梨康治 / 歌 - 江戸前留奈（野川さくら）

## 各話リスト
サブタイトルは有名な映画のタイトルからつけている。超ショートおまけアニメ「帝王の愛ゆえに」「サーたんの♥英会話講座」は一部配信サイトではカットされている。
放送日はテレビ東京の『瀬戸の花嫁』公式サイトの「これまでのあらすじ」に記載されている日を基準とする。
| 話数                      | サブタイトル                                 | 脚本              | 絵コンテ                 | 演出            | 作画監督                | 初公開日        |
| テレビアニメ              | テレビアニメ                                 | テレビアニメ      | テレビアニメ             | テレビアニメ    | テレビアニメ            | テレビアニメ    |
| ------------------------- | -------------------------------------------- | ----------------- | ------------------------ | --------------- | ----------------------- | --------------- |
| 第壱話                    | 極道の妻                                     | 上江洲誠          | 岸誠二                   | 岸誠二          | 合田浩章                | 2007年 4月1日   |
| 第弐話                    | 指輪物語                                     | 上江洲誠          | 柳瀬雄之                 | 柳瀬雄之        | 松本剛彦                | 4月8日          |
| 第参話                    | 天国に一番近い島                             | 上江洲誠          | 業田広美                 | 三泥無成        | 渡辺稔                  | 4月15日         |
| 第四話                    | 男はつらいよ                                 | 上江洲誠          | 柳瀬雄之                 | 唐戸光博        | 小暮昌広                | 4月22日         |
| 第五話                    | 狙われた学園                                 | 中村浩二郎        | 岩田義彦 郷田浩子        | 武山篤          | 原修一                  | 4月29日         |
| 第六話                    | お嬢さんお手やわらかに                       | 柿原優子          | 遠藤広隆                 | 浅井義之        | 村田峻治                | 5月6日          |
| 第七話                    | 来訪者                                       | 上江洲誠          | 福田道生                 | 秋田谷典昭      | 川口理恵                | 5月13日         |
| 第八話                    | 激突                                         | 上江洲誠          | 柳瀬雄之                 | 柳瀬雄之        | 松本剛彦                | 5月20日         |
| 第九話                    | バトルランナー                               | 柿原優子          | 稲垣隆行                 | 仁昌寺義人      | 日下部智津子 寺野勇樹   | 5月27日         |
| 第拾話                    | 鋼鉄の男                                     | 中村浩二郎        | 岩田義彦                 | 岩田義彦        | 小暮昌広                | 6月3日          |
| 第拾壱話                  | アルマゲドン                                 | 柿原優子          | 武山篤                   | 武山篤          | 原修一                  | 6月10日         |
| 第拾弐話                  | 愛の奴隷                                     | 上江洲誠          | 影山楙倫                 | 浅井義之        | 中原清隆 堀井久美       | 6月17日         |
| 第拾参話                  | ある愛の詩                                   | 上江洲誠          | 遠藤広隆                 | 唐戸光博        | 川口理恵 極道：植田洋一 | 7月1日          |
| 第拾四話                  | 子猫物語                                     | 中村浩二郎        | 伊藤真朱                 | 仁昌寺義人      | 松本剛彦                | 7月8日          |
| 第拾五話                  | 君の名は                                     | 柿原優子          | 浅井義之                 | 岩田義彦        | 日下部智津子            | 7月15日         |
| 第拾六話                  | マイノリティ・リポート                       | 中村浩二郎        | 福田道生                 | 青柳宏宣        | 小暮昌広                | 7月22日         |
| 第拾七話                  | 県警対組織暴力                               | 上江洲誠          | 柳瀬雄之 岸誠二          | 中島秀剛 岸誠二 | 松原豊 原修一 松本剛彦  | 7月29日         |
| 第拾八話                  | 肉体の門                                     | 上江洲誠 日暮茶坊 | 浅井義之                 | 浅井義之        | 原修一                  | 8月5日          |
| 第拾九話                  | ショウほど素敵な商売はない                   | 中村浩二郎        | 伊藤真朱                 | 仁昌寺義人      | 寺野勇樹                | 8月12日         |
| 第弐拾話                  | 男たちの挽歌                                 | 上江洲誠          | 影山楙倫                 | 唐戸光博        | 松本剛彦                | 8月19日         |
| 第弐拾壱話                | 恋のからさわぎ                               | 柿原優子          | 柳瀬雄之                 | 岩田義彦        | 川口理恵                | 8月26日         |
| 第弐拾弐話                | 傷だらけのアイドル                           | 柿原優子          | 福田道生                 | 青柳宏宣        | 小暮昌広                | 9月2日          |
| 第弐拾参話                | 過去のない男                                 | 中村浩二郎        | 遠藤広隆                 | 中島秀剛        | 日下部智津子            | 9月9日          |
| 第弐拾四話                | さらば友よ                                   | 中村浩二郎        | 浅井義之                 | 仁昌寺義人      | 原修一                  | 9月16日         |
| 第弐拾五話                | 家族ゲーム                                   | 柿原優子          | 福田道生                 | 唐戸光博        | 平山円 原修一 堀井久美  | 9月23日         |
| 第弐拾六話                | きみの帰る場所                               | 上江洲誠          | 岸誠二 柳瀬雄之 森田和明 | 岸誠二          | 松本剛彦 森田和明       | 9月30日         |
| 第1巻『瀬戸の花嫁OVA 仁』 |                                              |                   |                          |                 |                         |                 |
| 新章 第壱話               | 暴力教室                                     | 上江洲誠          | 岸誠二 内田香代夫        | 岸誠二          | 松本剛彦 之             | 2008年 11月28日 |
| 新章 第弐話               | 死なない男                                   | 上江洲誠          | 岸誠二 内田香代夫        | 岸誠二          | 松本剛彦 之             | 2008年 11月28日 |
| 映像特典                  | 超ショートおまけアニメ 帝王の愛ゆえに        | 上江洲誠          | 岸誠二 内田香代夫        | 岸誠二          | 松本剛彦 之             | 2008年 11月28日 |
| 第2巻『瀬戸の花嫁OVA 義』 |                                              |                   |                          |                 |                         |                 |
| 新章 第参話               | きみのためにできること                       | 上江洲誠          | 岸誠二 内田香代夫        | 岸誠二 唐戸光博 | 原修一 松本剛彦         | 2009年 1月30日  |
| 新章 第肆話               | 貴方なしでは                                 | 上江洲誠          | 岸誠二 内田香代夫        | 岸誠二 唐戸光博 | 原修一 松本剛彦         | 2009年 1月30日  |
| 映像特典                  | 超ショートおまけアニメ サーたんの♥英会話講座 | 上江洲誠          | 岸誠二 内田香代夫        | 岸誠二 唐戸光博 | 原修一 松本剛彦         | 2009年 1月30日  |
| ピクチャードラマ          |                                              |                   |                          |                 |                         |                 |
| 1                         | 否苦炒亜怒羅魔 極道の妻 KEJIME               | 上江洲誠          | 岸誠二                   | 岸誠二          | 森田和明                | 2010年 3月3日   |

## アバン・コーナー

### アバン
オープニングに入る前に山崎バニラが読み上げるアバンがある。ただし、ピクチャードラマはエンディング前であり、読み上げるのも永澄役の水島大宙である。
1話～13話、ピクチャードラマ
瀬戸にながれて夕浪小浪命救われ中坊永澄義理を立てりゃ道理が引っ込む笑って下せぇ青い恋の始まりでございます。
14話～25話
瀬戸を離れて磯十里産湯を浸かった彩の国渡る世間は鬼ばかり丁々発止中必死男永澄十と四歳茨の恋路でございます。
OAV　仁
華も嵐も乗り越えて中坊勤めも三年目相も変わらず面々と新参者との与太騒ぎ百花繚乱狂い咲き中学与太郎新喜劇新たな門出でございやす。
OAV　義
知らざぁ言って聞かせやしょう世にも奇妙な騒乱節聞けば気の毒見れば目の毒阿鼻叫喚の地獄絵図行きはよいよい帰りは怖い中坊永澄十と五歳男の花道飾ります。

### オマケコーナー
今日の政さん（4話、10話、19話、23話、ファンディスク）
政がスナック明乃 埼玉店で毎回ゲスト迎えて酒を飲んでゲストの話を聞くというコーナー。放送終了後に発売されたファンディスクにも新たに作られた回が収録されている。23話は本編前にしている。
ゲストは4話は豪三郎、10話は巻、19話は長澄父、ファンディスクでの新作では、瀬戸蓮、オクトパス中島がゲストで来ている。
原作でも逆輸入され、コミックス14巻で作者と共同で実写フィルム漫画として執筆された。
お巡りさんが取り調べてあげるわ（21話、ファンディスク）
巡がゲストを取り調べをするというもの。21話は永澄の母（ただし政も登場）が登場した。今日の政さん同様にファンディスクにも新たなに作られている。ファンディスクの方では永澄と明乃が登場している。

## 放送局
| 放送期間                                      | 放送時間                                                  | 放送局         | 対象地域       | 備考                                       |
| --------------------------------------------- | --------------------------------------------------------- | -------------- | -------------- | ------------------------------------------ |
| 2007年4月2日 - 10月1日                        | 月曜 2:00 - 2:30（日曜深夜）                              | テレビ東京     | 関東広域圏     | 製作委員会参加                             |
| 2007年4月3日 - 7月31日 2007年8月7日 - 10月2日 | 火曜 3:43 - 4:13（月曜深夜） 火曜 3:35 - 4:05（月曜深夜） | テレビ愛知     | 愛知県         |                                            |
| 2007年4月7日 - 10月6日                        | 土曜 3:35 - 4:05（金曜深夜）                              | テレビ大阪     | 大阪府         |                                            |
| 2007年4月8日 - 10月7日                        | 日曜 2:10 - 2:40（土曜深夜）                              | テレビせとうち | 岡山県・香川県 |                                            |
| 2007年5月10日 - 10月25日                      | 木曜 11:00 - 11:30                                        | AT-X           | 日本全域       | CS放送 / 製作委員会参加 / リピート放送あり |

| 放送期間                           | 放送時間         | 放送局 | 対象地域 | 備考                                                  |
| ---------------------------------- | ---------------- | ------ | -------- | ----------------------------------------------------- |
| 2008年11月2日(仁) 2009年1月4日(義) | 日曜 0:30 - 1:00 | AT-X   | 日本全域 | CS放送 / 製作委員会参加 / 先行放送 / リピート放送あり |

## 関連商品
avex entertainmentから発売。2020年11月発売した全話見Blu-rayはavex entertainmentのレーベル活動が2014年に終了した為、エイベックスピクチャーズから発売。

### DVD
それぞれ通常版と初回限定版がある。1巻とOVAを除いて3話ずつ収録されてり、映像特典としてオーディオコメンタリーや嫁入りラジオの特別版なども収録されている。瀬戸の花嫁　OVA仁のDVDには、村瀬克輝と喜多村英梨がAICに潜入し瀬戸の花嫁の制作現場を見せる特典映像「瀬戸の花嫁　政外伝」が収録され、瀬戸の花嫁　OVA義のDVDには、桃井はるこ、森永理科、喜多村英梨が旅行する特典映像「瀬戸の花嫁　いい旅・瀬戸気分」が収録されている。
| 巻 | 発売日         | 収録話          | 規格品番   | 規格品番    | 出典          |
| 巻 | 発売日         | 収録話          | 通常版     | 初回限定    | 出典          |
| -- | -------------- | --------------- | ---------- | ----------- | ------------- |
| 1  | 2007年7月25日  | 第1話 - 第2話   | AVBA-26432 | AVBA-26421  | [ 62 ] [ 63 ] |
| 2  | 2007年8月29日  | 第3話 - 第5話   | AVBA-26433 | AVBA-26423  | [ 64 ] [ 65 ] |
| 3  | 2007年9月26日  | 第6話 - 第8話   | AVBA-26434 | AVBA-26424B | [ 66 ] [ 67 ] |
| 4  | 2007年10月31日 | 第9話 - 第11話  | AVBA-26435 | AVBA-26425B | [ 68 ] [ 69 ] |
| 5  | 2007年11月28日 | 第12話 - 第14話 | AVBA-26436 | AVBA-26426  | [ 70 ] [ 71 ] |
| 6  | 2007年12月26日 | 第15話 - 第17話 | AVBA-26437 | AVBA-26427  | [ 72 ] [ 73 ] |
| 7  | 2008年1月30日  | 第18話 - 第20話 | AVBA-26438 | AVBA-26428B | [ 74 ] [ 75 ] |
| 8  | 2008年2月27日  | 第21話 - 第23話 | AVBA-26439 | AVBA-26429  | [ 76 ] [ 77 ] |
| 9  | 2008年3月26日  | 第24話 - 第26話 | AVBA-26440 | AVBA-26430  | [ 78 ] [ 79 ] |

| 巻             | 発売日        | 収録話                                                                        | 規格品番   | 規格品番 | 出典   |
| 巻             | 発売日        | 収録話                                                                        | 通常版     | 初回限定 | 出典   |
| -------------- | ------------- | ----------------------------------------------------------------------------- | ---------- | -------- | ------ |
| 青い恋篇       | 2008年8月29日 | ミュージッククリップ 新規ショートアニメ OVA予告映像 9話オーディオコメンタリー | AVBA-26685 | -        | [ 82 ] |
| いばらの恋路篇 | 2008年8月29日 | ミュージッククリップ 新規ショートアニメ OVA予告映像 7話オーディオコメンタリー | AVBA-26686 | -        | [ 84 ] |

| 巻 | 発売日         | 収録話        | 規格品番   | 規格品番   | 出典          |
| 巻 | 発売日         | 収録話        | 通常版     | 初回限定   | 出典          |
| -- | -------------- | ------------- | ---------- | ---------- | ------------- |
| 仁 | 2008年11月28日 | 第1話 - 第2話 | AVBA-26963 | AVBA-26962 | [ 85 ] [ 86 ] |
| 義 | 2009年1月30日  | 第3話 - 第4話 | AVBA-26968 | AVBA-26967 | [ 87 ] [ 88 ] |

### Blu-ray
Blu-rayBOXには、本編以外にも、完全新作ピクチャードラマが収録されており、他に主題歌やキャラクターソングが収録されているCDも付いている。また、DVDに収録されていた各話のオーディオコメンタリーも収録されている。また、未公開キャラ設定や、最終話絵コンテダイジェスト掲載、スタッフインタビュー、スペシャル対談、Disc6に収録の完全新作ピクチャードラマ解説などなど収録したカラーブックレットや千社札風特製ステッカーやミニ色紙も特典として付いている。
| タイトル                 | 発売日         | 収録話                           | 規格品番   | オリコン順位 | 出典   |
| ------------------------ | -------------- | -------------------------------- | ---------- | ------------ | ------ |
| 瀬戸の花嫁 Blu-ray BOX   | 2010年3月3日   | 第1話 - 第26話                   | AVXA-29603 |              | [ 89 ] |
| 瀬戸の花嫁 全話見Blu-ray | 2020年11月13日 | 第1話 - 第26話、OVA第1話 - 第4話 | EYXA-13084 | 最高11位     | 。     |

### CD
| タイトル                                      | 発売           | 品番         | オリコン最高順位 | 出典    |
| 主題歌                                        | 主題歌         | 主題歌       | 主題歌           | 主題歌  |
| --------------------------------------------- | -------------- | ------------ | ---------------- | ------- |
| 「Romantic summer」                           | 2007年4月25日  | AVCA-26271   | 週間32位         | [ 91 ]  |
| Dan Dan Dan                                   | 2007年8月22日  | AVCA-26420   | 週間37位         | [ 92 ]  |
| 絶対乙女                                      | 2008年10月29日 | AVCA-26918   | 週間51位         | [ 93 ]  |
| 未来へGo                                      | 2008年11月28日 | AVCA-26961   | 週間128位        | [ 94 ]  |
| 天使爛漫 Love Power                           | 2007年12月28日 | AVCA-26964/B | 週間92位         | [ 95 ]  |
| 梯 -かけはし-                                 | 2009年1月30日  | AVCA-26966   | 週間102位        | [ 96 ]  |
| ライブソング                                  |                |              |                  |         |
| 瀬戸の花嫁 ライブソング SUN your gravitation  | 2007年5月23日  | AVCA-26295   | 週間49位         | [ 97 ]  |
| 瀬戸の花嫁 ライブソング LUNAR Lunarian        | 2007年5月23日  | AVCA-26296   | 週間48位         | [ 98 ]  |
| キャラクターソング                            |                |              |                  |         |
| 瀬戸の花嫁 キャラクターソング1 Brand-new mind | 2007年6月27日  | AVCA-26332   | 週間27位         | [ 99 ]  |
| 瀬戸の花嫁 キャラクターソング2 Wishing        | 2007年6月27日  | AVCA-26333   | 週刊31位         | [ 100 ] |
| 瀬戸の花嫁 キャラクターソング3 GAP            | 2007年6月27日  | AVCA-26334   | 週間35位         | [ 101 ] |
| 瀬戸の花嫁 キャラクターソング4 ヒットマン!!   | 2007年10月3日  | AVCA-26527   | 週間44位         | [ 102 ] |
| 瀬戸の花嫁 キャラクターソング5 Who are you?   | 2007年10月3日  | AVCA-26528   | 週間48位         | [ 103 ] |
| 瀬戸の花嫁 キャラクターソング6 らせん         | 2007年10月3日  | AVCA-26529   | 週間36位         | [ 104 ] |
| アルバム                                      |                |              |                  |         |
| 瀬戸の花嫁 ミニアルバム SUNSHINE              | 2007年12月19日 | AVCA-26584   |                  | [ 105 ] |
| 瀬戸の花嫁 ミニアルバム MOONLIGHT             | 2007年12月19日 | AVCA-26585   |                  | [ 106 ] |
| 瀬戸の花嫁 歌謡全集 仁侠篇                    | 2008年2月27日  | AVCA-26620   |                  | [ 107 ] |
| 瀬戸の花嫁 歌謡全集 人魚篇                    | 2008年2月27日  | AVCA-26619   |                  | [ 108 ] |
| 瀬戸の花嫁 OVA ミニアルバム 仁義              | 2009年3月4日   | AVCA-26969   |                  | [ 109 ] |
| ラジオCD                                      |                |              |                  |         |
| 瀬戸の花嫁 ラジオCD 嫁入りラジオ Vol.1        | 2007年8月22日  | AVCA-26447/B |                  | [ 110 ] |
| 瀬戸の花嫁 ラジオCD 嫁入りラジオ Vol.2        | 2007年11月28日 | AVCA-26474/B |                  | [ 111 ] |
| ドラマCD                                      |                |              |                  |         |
| 瀬戸の花嫁 ドラマCD 瀬戸内番外地 恋の夕凪篇   | 2007年4月25日  | AVCA-26272   |                  | [ 112 ] |

### 関連書籍
- 『TVアニメ瀬戸の花嫁 公式ガイドブック』ジャイブ、2007年、ISBN 978-4-86176-461-5
- 『アニメムック 瀬戸の花嫁 TVアニメ 設定資料集』ムービック、2007年10月1日発売
- 『アニメムック TVアニメ 瀬戸の花嫁イラスト集 コンプリート』GONZO、2008年8月15日発売
- アニメディア編集部（編）『瀬戸の花嫁シール＆ポストカード』学習研究社、2010年、ISBN 978-4-05-605860-4

## インターネットラジオ
瀬戸の花嫁 嫁入りラジオ（せとのはなよめ よめいりらじお）は、テレビアニメ作品『瀬戸の花嫁』の関連番組として音泉にて配信されていた、インターネットラジオ番組である。 2007年4月6日から9月28日まで毎週金曜日に配信されていた。40分番組。　
桃井が、番組のオープニングとエンディングに「“仁侠”と書いて“ラジオ”と読むきん!」と決め台詞を言う。
また、満潮永澄役の水島大宙がパーソナリティを務める瀬戸の花嫁 婿入りラジオもここで解説する。ガンガンウイング2007年11月号に付録としてついていたCD。

### 出演者
パーソナリティティー
- 桃井はるこ（瀬戸燦 役）[113]
- 野川さくら（江戸前留奈 役）[114]
- 水島大宙（満潮永澄役、特別版と婿入りのみパーソナリティ）第9回・10回・26回ではゲストとして出演。

ゲスト
- 森永理科(銭形巡役、第24回)
- 村瀬克輝（政役、特別版1）
- 三宅健太（瀬戸豪三郎役、特別版2）
- 玄田哲章（ルナパパ役、特別版2）
- 岸誠二 （監督、婿入り）
- 上江洲誠 (シリーズ構成、婿入り）

### コーナー
ふつおた
普通のお便りを紹介するコーナー。
花嫁対決! 郷土料理覚えまSHOW(隔週)
全国の様々な郷土料理の名前を当てる対決コーナー。最後まで正解が残るとドローで、2人の内、勝者には、素敵な花嫁道具が贈られる。
○○と書いて○○と読む!（留奈と書いてさくらと読むきん!）(隔週)
決め台詞のない留奈の決め台詞を考えながら、野川がクイズにチャレンジするコーナー。クイズに正解すると、それが、留奈や野川の決め台詞となる。
瀬戸のInformation
GONZOの青木こと「チョビー」によるインフォメーションコーナー。

### 放送リスト
| 放送回  | 配信日               |
| ------- | -------------------- |
| 第01回  | 2007年4月6日         |
| 第02回  | 2007年4月13日        |
| 第03回  | 2007年4月20日        |
| 第04回  | 2007年4月27日        |
| 第05回  | 2007年5月4日         |
| 第06回  | 2007年5月11日        |
| 第07回  | 2007年5月18日        |
| 第08回  | 2007年5月25日        |
| 第09回  | 2007年6月1日         |
| 第10回  | 2007年6月8日         |
| 第11回  | 2007年6月15日        |
| 第12回  | 2007年6月22日        |
| 第13回  | 2007年6月29日        |
| 第14回  | 2007年7月6日         |
| 第15回  | 2008年7月13日        |
| 第16回  | 2007年7月20日        |
| 第17回  | 2007年7月27日        |
| 第18回  | 2007年8月3日         |
| 第19回  | 2007年8月10日        |
| 第20回  | 2007年8月17日        |
| 第21回  | 2007年8月24日        |
| 第22回  | 2007年8月31日        |
| 第23回  | 2007年9月7日         |
| 第24回  | 2007年9月14日        |
| 第25回  | 2007年9月21日        |
| 第26回  | 2007年9月28日        |
| 特別版1 | CD Vol.1 に収録      |
| 特別版2 | CD Vol.2に収録       |
| 出張版1 | DVD2巻の特典CDに収録 |
| 出張版2 | DVD3巻の特典CDに収録 |
| 出張版3 | DVD4巻の特典CDに収録 |

## イベント・企画
アニメ「瀬戸の花嫁」トークイベント
2007年5月19日に行われたイベント。桃井はるこ、野川さくら、三宅健太が出演した。DVD1巻に特典映像として収録されている。
アニメ「瀬戸の花嫁」トークイベント〜第壱回瀬戸内魚類連合 瀬戸内組 懇親会〜
2007年12月6日に新宿ロフトプラスワンで行われたイベント。スタッフや声優が出演しした。司会は政役の村瀬克輝が担当した。
「瀬戸の花嫁」Blu-rayBOX発売記念スペシャルイベント昼の部・夜の部
2010年1月11日に横浜BLITZでBlu-rayBOX発売記念として行われたイベント。桃井はるこ、野川さくら、水島大宙、村瀬克輝、森永理科、喜多村英梨らが出演した。
「瀬戸の花嫁」全話見 Blu-ray発売記念 燦＆永澄 レース婚式！〜仁侠と書いてはいしんと読むきん！〜
放送から13年経った2020年11月11日にニコニコ生放送で行われた。また、全話セットBlu-rayの発売記念として放送された。スタッフの岸誠二、飯田里樹や声優の村瀬克輝、水島大宙、桃井はるこが出演した。

### 企画
SUN vs LUNAR　明日のスターはどっちだ！？ EDガチンコ3本勝負
EDテーマ曲「Dan Dan Dan」のアーティストを決める企画で、3本勝負した。1本目は、ハガキ1枚につき10ポイントライブソングCD「your gravitation」と「Lunarian」に同封されている人気投票ハガキでSUN派とLUNAR派の投票数を集計し、獲得ポイントを算出。2本目はガチンコキャラ人気投票で、1票につき0.5ポイント。5月14日から6月13日までの公式ホームページ内のキャラクター人気投票で「瀬戸燦」、「江戸前留奈」がそれぞれ獲得した票数を集計しポイントを算出する。3本目は、音泉「嫁入りラジオ」での企画バトルでゲームの勝者担当キャラクターに500ポイント。音泉で配信中「瀬戸の花嫁　嫁入りラジオ」内で燦役 の桃井はること留奈役の野川さくらがゲームで対決。嫁入りラジオ 第10回と11回で発表された。
TVアニメ「瀬戸の花嫁」DVD応援連動キャンペーン
アニメイトやとらのあななどでのDVD応援連動キャンペーンで、購入したらDVD作者の書き下ろし全巻収納BOXや特製しおり、特製テレカなど特典として付く。
Blu-rayBOX発売記念企画
ホームページで燦の誕生日のお祝いコメントを募集した。3333人分のコメントが集まった。他には、ホームページの応募フォームに登録すれば特殊エンディングに瀬戸内組構成員として名前が載る。

## 日本国外での展開
シンガポールではOdexで「Seto no Hanayome」として放送された 。
北米などの英語圏では「My Bride Is a Mermaid」のタイトルでファニメーションにて配信された 。
スペインではArait Multimediaによって吹き替えが制作され、スペインのテレビネットワーク TV3で放送された。フィリピンではヒーローで放送された。
台湾では、瀨戶的花嫁 というタイトルで、で2011年5月3日から5月19日Channel [V]で放送された。
韓国では、세토의 신부というタイトルでトゥーニバスで放送された。

### 英語版キャスト
- 瀬戸燦 - アレクシス・ティプトン
- 満潮永澄 - トッド・ハーバーコーン
- 江戸前留奈 - チェラミ・リー
- 巻 - モニカ リアル
- 瀬戸豪三郎 - ジョン・スワジー
- 瀬戸蓮 - ステファニー・ヤング
- 政 - クリストファー・サバット
- 銭形巡 - ケイトリン・グラス
- 委員長 - ケイト・ブリストル
- 三河海 - エリック・ベール
- 不知火明乃 - 西村トリナ
- 猿飛秀吉 - アンソニー・ボウリング
- シャーク藤代 - ブライアン・マッシー
- ルナパパ - J.マイケル・テイタム
- 永澄の父 - アンディ・マリンズ
- 永澄の母 - リディア・マッケイ

### 台湾版キャスト
- 瀬戸燦 -丘梅君
- 満潮永澄 - 黃乾師
- 江戸前留奈 - 郭馨雅
- 巻 - 傅其慧
- 瀬戸豪三郎 - 陳宏瑋
- 瀬戸蓮 - 丘梅君
- 政 - 林協忠
- 銭形巡 - 曾允凡
- 委員長 - 傅其慧
- 三河海 - 陳宏瑋
- 不知火明乃 - 傅其慧
- 猿飛秀吉 - 賀宇傑
- シャーク藤代 - 陳宏瑋
- ルナパパ - 賀宇傑
- 永澄の父 - 賀宇傑
- 永澄の母 - 傅其慧

### 韓国版キャスト
- 瀬戸燦 -ヤン・ジョンファ
- 満潮永澄 - オム・サンヒョン
- 江戸前留奈 - 女民政
- 巻 - リュ・チョンヒ
- 瀬戸豪三郎 - チェ・ソクピル
- 瀬戸蓮 - ヨ・ミンジョン
- 政 - リュ・チョンヒ
- 銭形巡 - キム・ソンへ
- 委員長 - キム・ヒョンジ
- 三河海 - キム・ヒョンジ
- 不知火明乃 - アン・ヨンミ
- 猿飛秀吉 - キム・グァンクク
- シャーク藤代 - シヨンジュン
- ルナパパ - シヨンジュン
- 永澄の父 - ヒョンギョンス
- 永澄の母 - キム・ボヨン

瀬戸の花嫁　北米版DVD
ファニメーションから発売された。英語吹き替え版で、テレビアニメ全26話が収録されている。ディスクは全4枚